# Copa do Mundo FIFA Sub-17 de 2007
A Copa do Mundo FIFA Sub-17 de 2007 foi disputado na Coreia do Sul entre os dias 18 de agosto a 9 de setembro. Para este evento o número de equipes foi aumentado de 16 para 24, com as 2 primeiras de cada grupo e 4 melhores terceiras colocadas avançando para as oitavas-de-final.
A Nigéria conquistou seu terceiro título na competição, após derrotar na final a Espanha nos pênaltis, após empate em zero a zero no tempo normal e prorrogação.

## Sedes
| Cidade    | Estádio                    | Capacidade |
| --------- | -------------------------- | ---------- |
| Suwon     | Suwon Civic Stadium        | 32,000     |
| Seogwipo  | Jeju World Cup Stadium     | 42,256     |
| Ulsan     | Ulsan Stadium              | 19,050     |
| Gwangyang | Gwangyang Football Stadium | 14,284     |
| Changwon  | Changwon Civil Stadium     | 37,000     |
| Cheonan   | Oryong Stadium             | 21,000     |
| Goyang    | Estádio Goyang             | 41,311     |
| Seul      | Seoul World Cup Stadium    | 68,476     |

## Equipes
| Confederação                                  | Eliminatória                             | Classificado(s)                                            |
| --------------------------------------------- | ---------------------------------------- | ---------------------------------------------------------- |
| AFC (Ásia)                                    | Campeonato Asiático Sub-17 de 2006       | Japão Coreia do Norte Síria Tadjiquistão                   |
| CAF (África)                                  | Campeonato Africano Sub-17 de 2007       | Gana Nigéria Togo Tunísia                                  |
| CONCACAF (América do Norte, Central e Caribe) | Eliminatórias da CONCACAF Sub-17 de 2007 | Haiti Honduras Costa Rica Estados Unidos Trinidad e Tobago |
| CONMEBOL (América do Sul)                     | Sul-Americano Sub-17 de 2007             | Brasil Colômbia Argentina Peru                             |
| OFC (Oceânia)                                 | Campeonato da Oceania Sub-17 de 2007     | Nova Zelândia                                              |
| UEFA (Europa)                                 | Campeonato Europeu Sub-17 de 2007        | Bélgica Inglaterra França Espanha Alemanha                 |
| País sede                                     | País sede                                | Coreia do Sul                                              |

## Árbitros
Esta é a lista de árbitros que atuaram na Copa do Mundo Sub-17 de 2007:
| Árbitros             | Assistentes                                      |
| AFC                  | AFC                                              |
| -------------------- | ------------------------------------------------ |
| AUS Matthew Breeze   | AUS Matthew Cream AUS Jim Ouliaris               |
| JPN Yuichi Nishimura | JPN Toru Sagara KOR Jeong Hae-Sang               |
| UZB Ravshan Irmatov  | UZB Abdukhamidullo Rasulov KGZ Bahadyr Kochkarov |
| CAF                  |                                                  |
| MLI Koman Coulibaly  | ANG Inácio Cândido MAR Redouane Achi             |
| SEY Eddy Maillet     | TUN Bechir Hassani CMR Evarist Menkouande        |
| OFC                  |                                                  |
| FIJ Rakesh Varman    | FIJ Andrew Achari SOL Matthew Taro               |

| Árbitros                 | Assistentes                                 |
| CONCACAF                 | CONCACAF                                    |
| ------------------------ | ------------------------------------------- |
| SLV Joel Aguilar         | HON Roberto Giron PAN Daniel Williamson     |
| CONMEBOL                 |                                             |
| BRA Sálvio Fagundes      | BRA Roberto Braatz BRA Altemir Hausmann     |
| COL José Buitrago        | COL Abraham González COL Rafael Rivas       |
| UEFA                     |                                             |
| CRO Ivan Bebek           | CRO Tomislav Petrović CRO Tomislav Setka    |
| FRA Bertrand Layec       | FRA Eric Dansault FRA Stephane Duhamel      |
| POL Grzegorz Gilewski    | POL Rafał Rostkowski POL Maciej Wierzbowski |
| POR Olegário Benquerença | POR Bertino Miranda POR José Cardinal       |
| SCO Craig Thomson        | SCO Martin Cryans SCO Tom Murphy            |

## Fase inicial
|  | Equipes classificadas para a próxima fase  |
|  | Equipes classificadas como melhor 3º lugar |
|  | Equipes eliminadas                         |

### Grupo A
| Pos. | Seleção       | P | J | V | E | D | GP | GC | SG |
| ---- | ------------- | - | - | - | - | - | -- | -- | -- |
| 1    | Peru          | 7 | 3 | 2 | 1 | 0 | 2  | 0  | +2 |
| 2    | Costa Rica    | 4 | 3 | 1 | 1 | 1 | 3  | 2  | +1 |
| 3    | Coreia do Sul | 3 | 3 | 1 | 0 | 2 | 2  | 4  | –2 |
| 4    | Togo          | 2 | 3 | 0 | 2 | 1 | 2  | 3  | –1 |

| 18 de agosto | Costa Rica   | 1 – 1     | Togo     | Suwon Civic Stadium, Suwon                 |
| 17:00        | Martinez 81' | Relatório | Mani 39' | Público: 7 256 Árbitro: BRA Sálvio Spínola |

| 18 de agosto | Coreia do Sul | 0 – 1     | Peru        | Suwon Civic Stadium, Suwon              |
| 20:00        |               | Relatório | Bazalar 29' | Público: 27 712 Árbitro: CRO Ivan Bebek |

| 21 de agosto | Togo | 0 – 0     | Peru | Suwon Civic Stadium, Suwon               |
| 17:00        |      | Relatório |      | Público: 1 300 Árbitro: ELS Joel Aguilar |

| 21 de agosto | Costa Rica                | 2 – 0     | Coreia do Sul | Suwon Civic Stadium, Suwon                     |
| 20:00        | Urena 85' · Peralta 90+1' | Relatório |               | Público: 23 120 Árbitro: POL Grzegorz Gilewski |

| 24 de agosto | Coreia do Sul                           | 2 – 1     | Togo        | Ulsan Stadium, Ulsan                        |
| 20:00        | Seol Jae Mun 45+1' · Yoon Bit Garam 80' | Relatório | Atakora 20' | Público: 22 000 Árbitro: FRA Bertrand Layec |

| 24 de agosto | Peru        | 1 – 0     | Costa Rica | Jeju World Cup Stadium, Seogwipo       |
| 20:00        | Bazalar 89' | Relatório |            | Público: 510 Árbitro: SEY Eddy Maillet |

### Grupo B
| Pos. | Seleção         | P | J | V | E | D | GP | GC | SG  |
| ---- | --------------- | - | - | - | - | - | -- | -- | --- |
| 1    | Inglaterra      | 7 | 3 | 2 | 1 | 0 | 8  | 2  | +6  |
| 2    | Brasil          | 6 | 3 | 2 | 0 | 1 | 14 | 3  | +11 |
| 3    | Coreia do Norte | 4 | 3 | 1 | 1 | 1 | 3  | 7  | –4  |
| 4    | Nova Zelândia   | 0 | 3 | 0 | 0 | 3 | 0  | 13 | –13 |

| 18 de agosto | Coreia do Norte  | 1 – 1     | Inglaterra | Jeju World Cup Stadium, Seogwipo             |
| 14:00        | Rim Chol Min 89' | Relatório | Moses 62'  | Público: 12 600 Árbitro: SEY Eddy Menkouande |

| 18 de agosto | Brasil                                                                                                  | 7 – 0     | Nova Zelândia | Jeju World Cup Stadium, Seogwipo              |
| 17:00        | Fabinho 1' · Lázaro 6' · Giuliano 33' · Fábio 50' · Alex Teixeira 54' · Lulinha 60' (pen.) · Júnior 87' | Relatório |               | Público: 8 500 Árbitro: POL Grzegorz Gilewski |

| 21 de agosto | Nova Zelândia | 0 – 5     | Inglaterra                                    | Jeju World Cup Stadium,Seogwipo            |
| 17:00        |               | Relatório | Welbeck 3', 27' · Moses 7', 30' · Chambes 88' | Público: 2 500 Árbitro: FRA Bertrand Layec |

| 21 de agosto | Brasil                                                                  | 6 – 1     | Coreia do Norte | Jeju World Cup Stadium,Seogwipo              |
| 20:00        | Fábio 4', 8' · Alex Teixeira 6' · Maicon 22' · Giuliano 47' · Choco 90' | Relatório | An Il Bom 24'   | Público: 13 500 Árbitro: UZB Ravshan Irmatov |

| 24 de agosto | Coreia do Norte  | 1 – 0     | Nova Zelândia | Ulsan Stadium,Ulsan                              |
| 17:00        | Rim Chol Min 81' | Relatório |               | Público: 6 000 Árbitro: POR Olegário Benquerença |

| 24 de agosto | Inglaterra                          | 2 – 1     | Brasil    | Estádio Goyang,Goyang                  |
| 17:00        | Lansbury 45+4' (pen) · Spence 90+2' | Relatório | Tales 19' | Público: 9 600 Árbitro: CRO Ivan Bebek |

### Grupo C
| Pos. | Seleção   | P | J | V | E | D | GP | GC | SG |
| ---- | --------- | - | - | - | - | - | -- | -- | -- |
| 1    | Espanha   | 7 | 3 | 2 | 1 | 0 | 7  | 4  | +3 |
| 2    | Argentina | 5 | 3 | 1 | 2 | 0 | 5  | 2  | +3 |
| 3    | Síria     | 4 | 3 | 1 | 1 | 1 | 3  | 2  | +1 |
| 4    | Honduras  | 0 | 3 | 0 | 0 | 3 | 3  | 10 | –7 |

| 19 de agosto | Honduras                 | 2 – 4     | Espanha                              | Ulsan Stadium, Ulsan                       |
| 16:00        | Martínez 20' · Rojas 72' | Relatório | Bojan 2', 71' · Jordi Pablo 56', 81' | Público: 4 800 Árbitro: AUS Matthew Breeze |

| 19 de agosto | Argentina | 0 – 0     | Síria | Ulsan Stadium, Ulsan                       |
| 19:00        |           | Relatório |       | Público: 8 100 Árbitro: FRA Bertrand Layec |

| 22 de agosto | Síria              | 1 – 2     | Espanha                   | Ulsan Stadium, Ulsan                      |
| 17:00        | Solaiman 70' (pen) | Relatório | Mérida 56' · Aquino 90+1' | Público: 3 200 Árbitro: SCO Craig Thomson |

| 22 de agosto | Argentina                                   | 4 – 1     | Honduras          | Ulsan Stadium, Ulsan                         |
| 20:00        | Meza 45+1' · Mazzola 64', 87' · Machuca 71' | Relatório | Leverón 35' (pen) | Público: 3 000 Árbitro: JAP Yuichi Nichimura |

| 25 de agosto | Honduras | 0 – 2     | Síria                                   | Jeju World Cup Stadium, Seogwipo        |
| 16:00        |          | Relatório | Haani Al Taiar 22' · Ahmad Al Salih 80' | Público: 430 Árbitro: FIJ Rakesh Varman |

| 25 de agosto | Espanha    | 1 – 1     | Argentina   | Gwangyang Football Stadium, Gwangyang       |
| 16:00        | Aquino 68' | Relatório | Benítez 32' | Público: 5 500 Árbitro: UZB Ravshan Irmatov |

### Grupo D
| Pos. | Seleção | P | J | V | E | D | GP | GC | SG |
| ---- | ------- | - | - | - | - | - | -- | -- | -- |
| 1    | Nigéria | 9 | 3 | 3 | 0 | 0 | 9  | 2  | +7 |
| 2    | França  | 4 | 3 | 1 | 1 | 1 | 4  | 4  | 0  |
| 3    | Japão   | 3 | 3 | 1 | 0 | 2 | 4  | 6  | –2 |
| 4    | Haiti   | 1 | 3 | 0 | 1 | 2 | 3  | 8  | –5 |

| 19 de agosto | Nigéria                      | 2 – 1     | França     | Gwangyang Football Stadium, Gwangyang     |
| 16:00        | Chrisantus 15' · Ibrahim 64' | Relatório | Saivet 51' | Público: 8 500 Árbitro: SCO Craig Thomson |

| 19 de agosto | Japão                                   | 3 – 1     | Haiti       | Gwangyang Football Stadium, Gwangyang     |
| 19:00        | Okamoto 42' · Kawano 80' · Kakitani 84' | Relatório | Guemsly 71' | Público: 8 500 Árbitro: FIJ Rakesh Varman |

| 22 de agosto | Haiti                | 1 – 1     | França     | Gwangyang Football Stadium, Gwangyang    |
| 17:00        | Desrivires 21' (pen) | Relatório | Tallec 13' | Público: 4,500 Árbitro: SEY Eddy Maillet |

| 22 de agosto | Japão | 0 – 3     | Nigéria                        | Gwangyang Football Stadium, Gwangyang  |
| 20:00        |       | Relatório | Oseni 21' · Chrisantus 31' 82' | Público: 4 500 Árbitro: CRO Ivan Bebek |

| 25 de agosto | Nigéria                         | 4 – 1     | Haiti      | Jeju World Cup Stadium, Seogwipo         |
| 19:00        | Chrisantus 5' 60' · Isa 39' 41' | Relatório | Joseph 57' | Público: 520 Árbitro: AUS Matthew Breeze |

| 25 de agosto | França                    | 2 – 1     | Japão        | Estádio Goyang, Goyang                         |
| 19:00        | Mehamha 68' · Riviere 70' | Relatório | Kakitani 45' | Público: 11 054 Árbitro: POL Grzegorz Gilewski |

### Grupo E
| Pos. | Seleção        | P | J | V | E | D | GP | GC | SG |
| ---- | -------------- | - | - | - | - | - | -- | -- | -- |
| 1    | Tunísia        | 9 | 3 | 3 | 0 | 0 | 8  | 3  | +5 |
| 2    | Estados Unidos | 3 | 3 | 1 | 0 | 2 | 6  | 7  | –1 |
| 3    | Tadjiquistão   | 3 | 3 | 1 | 0 | 2 | 4  | 5  | –1 |
| 4    | Bélgica        | 3 | 3 | 1 | 0 | 2 | 3  | 6  | –3 |

| 20 de agosto | Bélgica              | 2 – 4     | Tunísia                                          | Changwon Civil Stadium, Changwon             |
| 17:00        | Depauw 27' · Kis 36' | Relatório | Boughanmi 20' · Ayari 24' · Msakni 42' 79' (pen) | Público: 8 230 Árbitro: JAP Yuichi Nishimura |

| 20 de agosto | Tadjiquistão                                                  | 4 – 3     | Estados Unidos                     | Changwon Civil Stadium, Changwon            |
| 20:00        | Vasiev 32' · Shohzukhurov 43' · Davronov 82' · Fatkhuloev 86' | Relatório | Bates 9' · Garza 48' · Schuler 53' | Público: 4 570 Árbitro: MLI Koman Coulibaly |

| 23 de agosto | Estados Unidos    | 1 – 3     | Tunísia                                    | Changwon Civil Stadium, Changwon          |
| 17:00        | Jeffrey 90' (pen) | Relatório | Hadhria 8' (pen) 45+1' (pen) · Dkhil 90+4' | Público: 3 115 Árbitro: COL José Buitrago |

| 23 de agosto | Tadjiquistão | 0 – 1     | Bélgica       | Changwon Civil Stadium, Changwon          |
| 20:00        |              | Relatório | Benteke 90+2' | Público: 1 400 Árbitro: FIJ Rakesh Varman |

| 26 de agosto | Bélgica | 0 – 2     | Estados Unidos       | Oryong Stadium, Cheonan                      |
| 16:00        |         | Relatório | Urso 63' · Bates 71' | Público: 14 927 Árbitro: BRA Sálvio Fagundes |

| 26 de agosto | Tunísia    | 1 – 0     | Tadjiquistão | Suwon Civic Stadium, Suwon               |
| 16:00        | Msakni 83' | Relatório |              | Público: 1 235 Árbitro: SLV Joel Aguilar |

### Grupo F
| Pos. | Seleção           | P | J | V | E | D | GP | GC | SG  |
| ---- | ----------------- | - | - | - | - | - | -- | -- | --- |
| 1    | Alemanha          | 7 | 3 | 2 | 1 | 0 | 11 | 5  | +6  |
| 2    | Gana              | 6 | 3 | 2 | 0 | 1 | 8  | 5  | +3  |
| 3    | Colômbia          | 4 | 3 | 1 | 1 | 1 | 9  | 5  | +4  |
| 4    | Trinidad e Tobago | 0 | 3 | 0 | 0 | 3 | 1  | 13 | –12 |

| 20 de agosto | Colômbia                           | 3 – 3     | Alemanha                          | Oryong Stadium, Cheonan                          |
| 17:00        | Julio 14' · Nazarith 66' 88' (pen) | Relatório | Dowidat 34' 49' · Sukuta-Pasu 39' | Público: 7 741 Árbitro: POR Olegário Benquerença |

| 20 de agosto | Trinidad e Tobago | 1 – 4     | Gana                                     | Oryong Stadium, Cheonan                      |
| 20:00        | Campbell 80'      | Relatório | Osei 12' 44' · Adams 45+1' · Bossman 85' | Público: 11 521 Árbitro: BRA Sálvio Fagundes |

| 23 de agosto | Gana                 | 2 – 3     | Alemanha                   | Oryong Stadium, Cheonan                  |
| 17:00        | Osei 52' · Adams 53' | Relatório | Bigalke 5' · Kroos 12' 27' | Público: 7 516 Árbitro: SLV Joel Aguilar |

| 23 de agosto | Trinidad e Tobago | 0 – 5     | Colômbia                                             | Oryong Stadium, Cheonan                      |
| 20:00        |                   | Relatório | Mosquera 6' 22' · Trellz 60' · Pardo 68' · Serna 72' | Público: 13 537 Árbitro: MLI Koman Coulibaly |

| 26 de agosto | Colômbia     | 1 – 2     | Gana                  | Ulsan Stadium, Ulsan                      |
| 19:00        | Nazarith 60' | Relatório | Osei 32' · Yartey 84' | Público: 8 500 Árbitro: SCO Craig Thomson |

| 26 de agosto | Alemanha                                                 | 5 – 0     | Trinidad e Tobago | Changwon Civil Stadium, Changwon             |
| 19:00        | Broghammer 5' · Esswein 31' 37' · Funk 39' · Wolze 90+3' | Relatório |                   | Público: 4 320 Árbitro: JAP Yuichi Nishimura |

### Melhores terceiros colocados
| Pos. | Seleção         | G | P | J | V | E | D | GP | GC | SG |
| ---- | --------------- | - | - | - | - | - | - | -- | -- | -- |
| 1    | Colômbia        | F | 4 | 3 | 1 | 1 | 1 | 9  | 5  | +4 |
| 2    | Síria           | C | 4 | 3 | 1 | 1 | 1 | 3  | 2  | +1 |
| 3    | Coreia do Norte | B | 4 | 3 | 1 | 1 | 1 | 3  | 7  | –4 |
| 4    | Tadjiquistão    | E | 3 | 3 | 1 | 0 | 2 | 4  | 5  | –1 |
| 5    | Japão           | D | 3 | 3 | 1 | 0 | 2 | 4  | 6  | –2 |
| 6    | Coreia do Sul   | A | 3 | 3 | 1 | 0 | 2 | 2  | 4  | –2 |

## Fase final
|  | Oitavas de final         | Oitavas de final         |                          |       | Quartas de final    | Quartas de final    |                      |                      | Semifinais | Semifinais |  |  | Final | Final |
|  |                          |                          |                          |       |                     |                     |                      |                      |            |            |  |  |       |       |
|  | 29 de agosto – Ulsan     |                          |                          |       |                     |                     |                      |                      |            |            |  |  |       |       |
|  |                          |                          |                          |       |                     |                     |                      |                      |            |            |  |  |       |       |
|  | Espanha                  | 3                        |                          |       |                     |                     |                      |                      |            |            |  |  |       |       |
|  | Espanha                  | 3                        | 1 de Setembro – Seogwipo |       |                     |                     |                      |                      |            |            |  |  |       |       |
|  | Coreia do Norte          | 0                        |                          |       |                     |                     |                      |                      |            |            |  |  |       |       |
|  | Coreia do Norte          | 0                        | Espanha (pen)            | 1 (5) |                     |                     |                      |                      |            |            |  |  |       |       |
|  | 29 de Agosto – Changwon  |                          | Espanha (pen)            | 1 (5) |                     |                     |                      |                      |            |            |  |  |       |       |
|  |                          | França                   | 1 (4)                    |       |                     |                     |                      |                      |            |            |  |  |       |       |
|  | Tunísia                  | França                   | 1 (4)                    | 1     |                     |                     |                      |                      |            |            |  |  |       |       |
|  | Tunísia                  |                          | 5 de Setembro – Ulsan    | 1     |                     |                     |                      |                      |            |            |  |  |       |       |
|  | França (pro)             | 3                        |                          |       |                     |                     |                      |                      |            |            |  |  |       |       |
|  | França (pro)             | 3                        | Espanha (pro)            | 2     |                     |                     |                      |                      |            |            |  |  |       |       |
|  | 29 de Agosto – Suwon     |                          | Espanha (pro)            | 2     |                     |                     |                      |                      |            |            |  |  |       |       |
|  |                          | Gana                     | 1                        |       |                     |                     |                      |                      |            |            |  |  |       |       |
|  | Peru (pen)               | Gana                     | 1                        | 1 (5) |                     |                     |                      |                      |            |            |  |  |       |       |
|  | Peru (pen)               | 1 de Setembro – Changwon |                          | 1 (5) |                     |                     |                      |                      |            |            |  |  |       |       |
|  | Tadjiquistão             | 1 (4)                    |                          |       |                     |                     |                      |                      |            |            |  |  |       |       |
|  | Tadjiquistão             | 1 (4)                    | Peru                     | 0     |                     |                     |                      |                      |            |            |  |  |       |       |
|  | 29 de Agosto – Gwangyang |                          | Peru                     | 0     |                     |                     |                      |                      |            |            |  |  |       |       |
|  |                          | Gana                     | 2                        |       |                     |                     |                      |                      |            |            |  |  |       |       |
|  | Gana                     | Gana                     | 2                        | 1     |                     |                     |                      |                      |            |            |  |  |       |       |
|  | Gana                     |                          | 9 de Setembro – Seul     | 1     |                     |                     |                      |                      |            |            |  |  |       |       |
|  | Brasil                   | 0                        |                          |       |                     |                     |                      |                      |            |            |  |  |       |       |
|  | Brasil                   | 0                        | Espanha                  | 0 (0) |                     |                     |                      |                      |            |            |  |  |       |       |
|  | 30 de Agosto – Goyang    |                          | Espanha                  | 0 (0) |                     |                     |                      |                      |            |            |  |  |       |       |
|  |                          | Nigéria (pen)            | 0 (3)                    |       |                     |                     |                      |                      |            |            |  |  |       |       |
|  | Argentina                | Nigéria (pen)            | 0 (3)                    | 2     |                     |                     |                      |                      |            |            |  |  |       |       |
|  | Argentina                | 2 de Setembro – Cheonan  |                          | 2     |                     |                     |                      |                      |            |            |  |  |       |       |
|  | Costa Rica               | 0                        |                          |       |                     |                     |                      |                      |            |            |  |  |       |       |
|  | Costa Rica               | 0                        | Argentina                | 0     |                     |                     |                      |                      |            |            |  |  |       |       |
|  | 30 de Agosto – Gwangyang |                          | Argentina                | 0     |                     |                     |                      |                      |            |            |  |  |       |       |
|  |                          | Nigéria                  | 2                        |       |                     |                     |                      |                      |            |            |  |  |       |       |
|  | Nigéria                  | Nigéria                  | 2                        | 2     |                     |                     |                      |                      |            |            |  |  |       |       |
|  | Nigéria                  |                          | 6 de Setembro – Suwon    | 2     |                     |                     |                      |                      |            |            |  |  |       |       |
|  | Colômbia                 | 1                        |                          |       |                     |                     |                      |                      |            |            |  |  |       |       |
|  | Colômbia                 | 1                        | Nigéria                  | 3     |                     |                     |                      |                      |            |            |  |  |       |       |
|  | 30 de Agosto – Seogwipo  |                          | Nigéria                  | 3     |                     |                     |                      |                      |            |            |  |  |       |       |
|  |                          | Alemanha                 | 1                        |       | Disputa de 3º lugar | Disputa de 3º lugar |                      |                      |            |            |  |  |       |       |
|  | Inglaterra               | Alemanha                 | 1                        | 3     | Disputa de 3º lugar | Disputa de 3º lugar |                      |                      |            |            |  |  |       |       |
|  | Inglaterra               | 2 de Setembro – Goyang   | 2 de Setembro – Goyang   | 3     |                     |                     | 9 de Setembro – Seul | 9 de Setembro – Seul |            |            |  |  |       |       |
|  | Síria                    | 2 de Setembro – Goyang   | 2 de Setembro – Goyang   | 1     |                     |                     | 9 de Setembro – Seul | 9 de Setembro – Seul |            |            |  |  |       |       |
|  | Síria                    | Inglaterra               | 1                        | 1     | Gana                | 1                   |                      |                      |            |            |  |  |       |       |
|  | 30 de Agosto – Cheonan   | Inglaterra               | 1                        |       | Gana                | 1                   |                      |                      |            |            |  |  |       |       |
|  |                          | Alemanha                 | 4                        |       | Alemanha            | 2                   |                      |                      |            |            |  |  |       |       |
|  | Alemanha                 | Alemanha                 | 4                        | 2     | Alemanha            | 2                   |                      |                      |            |            |  |  |       |       |
|  | Alemanha                 |                          |                          | 2     |                     |                     |                      |                      |            |            |  |  |       |       |
|  | Estados Unidos           | 1                        |                          |       |                     |                     |                      |                      |            |            |  |  |       |       |
|  | Estados Unidos           | 1                        |                          |       |                     |                     |                      |                      |            |            |  |  |       |       |

### Oitavas-de-Final
| 29 de Agosto | Espanha                  | 3 – 0     | Coreia do Norte | Ulsan Stadium, Ulsan                        |
| 17:00        | Krkić 28' 50' · Iago 67' | Relatório |                 | Público: 8 500 Árbitro: BRA Sálvio Fagundes |

| 29 de Agosto | Tunísia     | 1 – 3 (pro) | França                          | Changwon Civil Stadium, Changwon            |
| 17:00        | Hadhria 49' | Relatório   | Saivet 43' · Le Tallec 99' 105' | Público: 2 150 Árbitro: UZB Ravshan Irmatov |

| 29 de Agosto | Peru      | 1 – 1 (pro) | Tadjiquistão | Suwon Civic Stadium, Suwon                 |
| 20:00        | Manco 13' | Relatório   | Davronov 15' | Público: 1 150 Árbitro: AUS Matthew Breeze |

|                                    |       | Penalidades                                       |  |
| Trujillo Calderón Ruiz Manco Avila | 5 – 4 | Vasiev Radzhabov Abdulloev Fatkhuloev Tukhtasunov |  |

| 29 de Agosto | Gana       | 1 – 0     | Brasil | Gwangyang Football Stadium, Gwangyang         |
| 20:00        | Donkor 51' | Relatório |        | Público: 5 500 Árbitro: POL Grzegorz Gilewski |

| 30 de Agosto | Argentina     | 2 – 0     | Costa Rica | Estádio Goyang, Goyang                           |
| 17:00        | Sauro 25' 41' | Relatório |            | Público: 5 698 Árbitro: POR Olegário Benquerença |

| 30 de Agosto | Nigéria            | 2 – 1     | Colômbia    | Gwangyang Football Stadium, Gwangyang  |
| 17:00        | Isa 78' · Alfa 83' | Relatório | Trellez 62' | Público: 4 500 Árbitro: CRO Ivan Bebek |

| 30 de Agosto | Inglaterra                                    | 3 – 1     | Síria     | Jeju World Cup Stadium, Seogwipo          |
| 20:00        | Lansbur 17' (pen) · Pearce 45+2' · Murphy 62' | Relatório | Ajouz 51' | Público: 1 650 Árbitro: COL José Buitrago |

| 30 de Agosto | Alemanha       | 2 – 1     | Estados Unidos | Oryong Stadium, Cheonan                    |
| 20:00        | Sukuta 65' 89' | Relatório | Bates 90+2'    | Público: 15 069 Árbitro: SCO Craig Thomson |

### Quartas-de-Final
| 1 de Setembro | Espanha      | 1 – 1 (pro) | França     | Jeju World Cup Stadium, Seogwipo         |
| 16:00         | Ripollés 72' | Relatório   | Tallec 52' | Público: 2 310 Árbitro: SLV Joel Aguilar |

|                                   |       | Penalidades                           |  |
| Nacho Sanchéz Krkić Mérida Aquino | 5 – 4 | Sakho Tallec Bourgeois M'Vila N'Diaye |  |

| 1 de Setembro | Peru | 0 – 2     | Gana                   | Changwon Civil Stadium, Changwon             |
| 19:00         |      | Relatório | Adams 45+1' · Osei 53' | Público: 7 555 Árbitro: JAP Yuichi Nishimura |

| 2 de Setembro | Argentina | 0 – 2     | Nigéria                             | Oryong Stadium, Cheonan                     |
| 16:00         |           | Relatório | Haruna 33' (pen) · Chrisantus 45+2' | Público: 14 581 Árbitro: AUS Matthew Breeze |

| 2 de Setembro | Inglaterra | 1 – 4     | Alemanha                                      | Estádio Goyang, Goyang                       |
| 19:00         | Murphy 65' | Relatório | Rudy 50' · Pasu 56' · Dowidat 74' · Kross 87' | Público: 12 560 Árbitro: BRA Sálvio Fagundes |

### Semifinais
| 5 de Setembro | Espanha                 | 2 – 1 (pro) | Gana      | Ulsan Stadium, Ulsan                        |
| 19:00         | Aquino 67' · Krkić 116' | Relatório   | Adams 80' | Público: 9 700 Árbitro: BRA Sálvio Fagundes |

| 6 de Setembro | Nigéria                                    | 3 – 1     | Alemanha  | Suwon Civic Stadium, Suwon               |
| 19:00         | Chrisantus 10' · Alfa 18' · Akinsola 90+4' | Relatório | Kroos 33' | Público: 3 472 Árbitro: SLV Joel Aguilar |

### Decisão do 3º Lugar
| 9 de Setembro | Gana     | 1 – 2     | Alemanha                  | Seoul World Cup Stadium, Seoul                    |
| 16:00         | Osei 67' | Relatório | Kroos 17' · Esswein 90+2' | Público: 22 345 Árbitro: POR Olegário Benquerença |

### Final
| 9 de Setembro | Espanha | 0 – 0 (pro) | Nigéria | Seoul World Cup Stadium, Seoul                |
| 19:00         |         | Relatório   |         | Público: 36 125 Árbitro: JAP Yuichi Nishimura |

|                            |       | Penalidades        |  |
| Illarramendi Mérida Falqué | 0 - 3 | Edile Joshua Oseni |  |

## Premiação
| Campeonato Mundial de Futebol Sub-17 2007 |
| Nigéria                                   |
| ----------------------------------------- |
| NIGÉRIA Campeã (3º título)                |

## Artilheiros
| 7 gols - Macauley Chrisantus 6 gols - Ransford Osei 5 gols - Toni Kroos - Bojan Krkić 4 gols - Richard Sukuta-Pasu - Damien Le Tallec - Saddick Adams 3 gols - Dennis Dowidat - Alexander Esswein - Fábio - Cristian Nazarith - Daniel Aquino - Jordi - Mykell Bates - Victor Moses - Sheriff Isa - Nour Hadhria - Youseff Msakni 2 gols - Nicolas Mazzola - Gaston Sauro - Alex Teixeira - Giuliano - Andres Felipe Mosquera - Santiago Trellez - Rim Chol Min - Henri Saivet - Daniel Welbeck - Henri Lansbury - Rhys Murphy - Yoichiro Kakitani - Yakubu Alfa - Carlos Bazalar - Nuriddin Davronov | 1 gol - Fabian Broghammer - Kevin Wolze - Patrick Funk - Sascha Bigalke - Sebastian Rudy - Alexis Machuca - Carlos Benitez - Fernando Meza - Christian Benteke - Keven Kis - Nill Depauw - Choco - Fabinho - Júnior - Lázaro - Lulinha - Maicon - Tales - Edgar Pardo - Miguel Julio - Ricardo Serna - An Il Bom - Seol Jae Mun - Yoon Bit Garam - Jessy Peralta - Josué Martínez - Marcos Urena - Fran Merida - Iago - Billy Schuler - Greg Garza - Jaref Jeffrey - Kirk Urso - Emmanuel Riviere - Said Mehamha - Ishamel Yartey | 1 gol (cont.) - Issac Donkor - Kelvin Bossman - Joseph Guemsly Jr. - Peterson Desivieres - Peterson Joseph - Cristian Martínez - Roger Rojas - Ashley Chambers - Krystian Pearce - Jordan Spence - Hiroki Kawano - Tomotaka Okamoto - Ganiyu Oseni - Kabiru Akinsola - Lukman Haruna - Rabiu Ibrahim - Reimond Manco - Ahmad Al Salih - Haani Al Taiar - Solaiman Solaiman - Ziad Ajouz - Farkhod Vasiev - Fatkhullo Fatkhuloev - Samad Shohzukhurov - Lalawele Atakora - Sapol Mani - Stephan Campbell - Afik Dkhil - Khaled Ayari - Oussama Boughanmi |